# Ремарка (література)
Рема́рка (від фр. remarque — позначка, примітка) — літературознавчий термін, яким позначають авторські пояснення в тексті драматичного твору, що містять стислу характеристику обставин дії, зовнішності та поведінки дійових осіб. Наприклад, українська опера на дві дії «Наталка Полтавка» Івана Котляревського починається з такої ремарки:

| «Село над рікою Ворсклою. Уподовж сцени вулиця, що веде до річки; тут між хатами і Терпилишина хата». |
Мета ремарки — дати уявлення читачеві чи глядачу про місцевість, у якій відбувається одна з дій у творі.
- Ремарка — примітка на полі книги; взагалі примітка чи зауваження кого-небудь.
- Ремарка — лінгв. Спеціальна позначка у словнику, що містить граматичну, стилістичну і т. ін. характеристику слова.